# آرمنیا بالدوچی
آرمنیا بالدوچی (ایتالیایی: Armenia Balducci؛ ‏ ۱۳ مارس ۱۹۳۳ – ۲۹ ژوئیهٔ ۲۰۲۲) بازیگر، فیلم‌نامه‌نویس و کارگردان فیلم اهل ایتالیا بود.
از فیلم‌ها یا برنامه‌های تلویزیونی که وی در آن نقش داشته است، می‌توان به جووانی فالکونه، با هم؟، ساکو و وانزتی و یک روز در دادگاه اشاره کرد.